# 斯皮德山
84°30′S 176°50′W / 84.500°S 176.833°W
斯皮德山是南極洲的山峰，位於杜費克海岸，處於沙克爾頓冰川終點西面，由美國探險隊發現，以該國海軍上尉命名，現時由南極條約體系管理。